# Casa Comella (Vic)
La Casa Comella és una obra de Vic (Osona) protegida com a Bé Cultural d'Interès Local.

## Descripció
Es tracta d'un immoble cantoner que consta d'un cos diferenciat més elevat en forma de xamfrà. Aquest queda rematat per un ràfec horitzontal. La façana que dona a la plaça presenta tribunes en els dos pisos centrals. Hi ha un predomini de les finestres sobre els balcons pel que fa a les obertures.
Els materials emprats, entre d'altres, són la pedra natural i l'artificial, baranes i reixes de ferro forjat i els acabats són estucats i alguns esgrafiats.